# Abraham Kurc
Abraham Kurc (13 kwietnia 1892, zm. 1942 w Treblince) – polski aktor żydowskiego pochodzenia, znany głównie z ról w przedwojennych żydowskich filmach i sztukach teatralnych w języku jidysz.

## Życiorys
Podczas II wojny światowej został przesiedlony do getta warszawskiego, gdzie kontynuował prace aktora i występował w Teatrze Eldorado. Podczas wielkiej akcji deportacyjnej został wywieziony do obozu zagłady w Treblince, gdzie zginął.

## Filmografia
- 1937 - Dybuk
- 1936 - Judel gra na skrzypcach